# Předměřice nad Labem
Předměřice nad Labem (německy Predmeritz an der Elbe) jsou obec v okrese Hradec Králové v Královéhradeckém kraji. Žije zde přibližně 1 900 obyvatel. Na jihu Předměřice zástavbou navazují na Plotiště nad Labem (součást města Hradec Králové), na severu pak na obec Lochenice.
Předměřicemi prochází železniční trať Pardubice – Hradec Králové – Liberec a je zde železniční stanice Předměřice nad Labem.

## Historie a zajímavosti

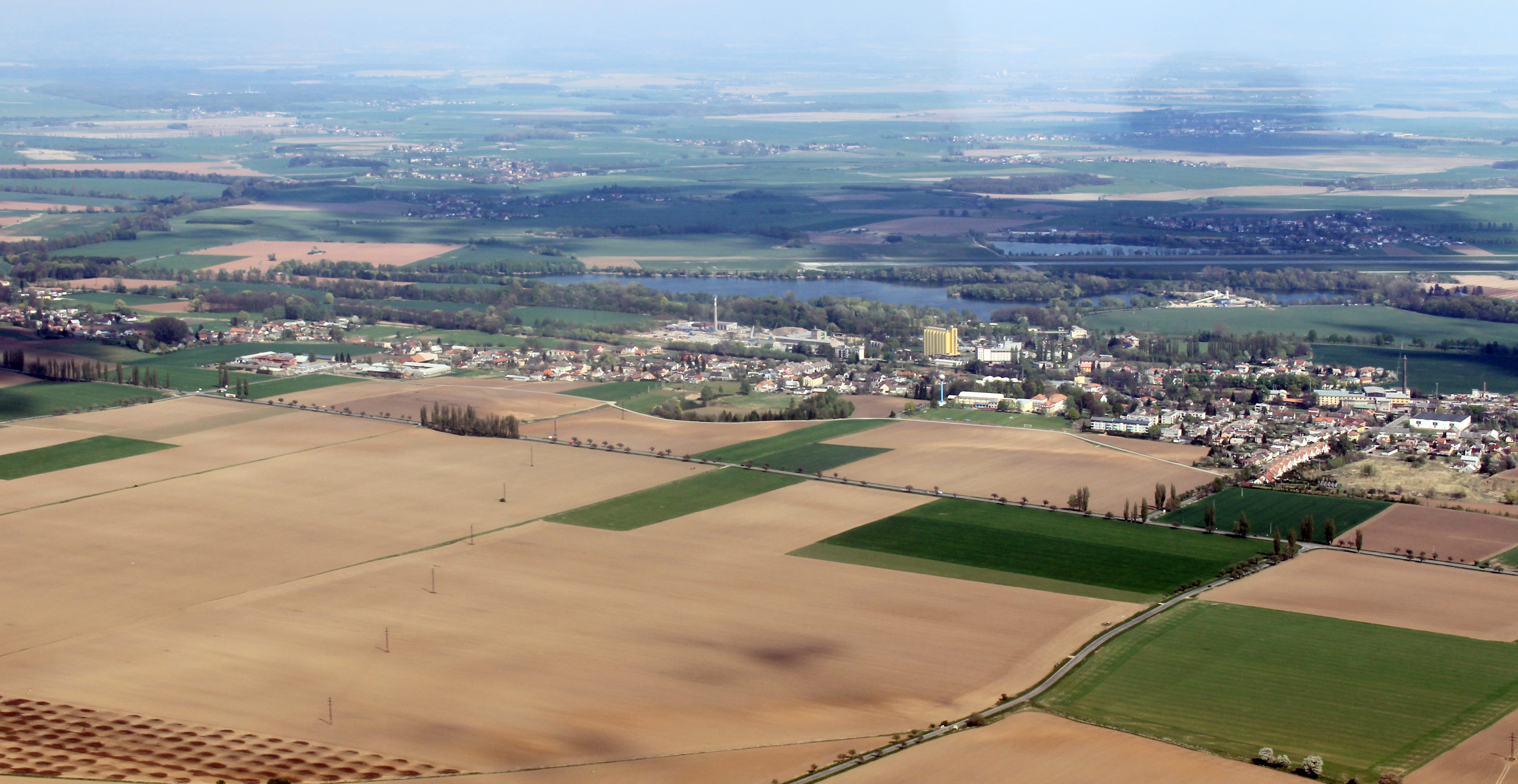
Letecký pohled

První písemná zmínka o obci pochází z roku 1397. Místní zajímavostí jsou renesanční boží muka z roku 1562 (od roku 2007 kulturní památka), v přilehlém okolí se nachází cenné archeologické naleziště z mladší a pozdní doby kamenné a z nejstarší doby bronzové. Je zde také koupaliště. V šedesátých letech 19. století zde jako přednosta železniční stanice působil bratr Karla Hynka Máchy, Michael. K místu se pojí rovněž události, vážící se k prusko-rakouské válce v roce 1866.
V roce 2005 odmítlo místní zastupitelstvo jednat o sloučení s Hradcem Králové, který obec svírá ze dvou stran.[zdroj?]

## Obyvatelstvo
| Rok            | 1869 | 1880 | 1890 | 1900  | 1910  | 1921  | 1930  | 1950  | 1961  | 1970  | 1980  | 1991  | 2001  | 2011  | 2021  |
| -------------- | ---- | ---- | ---- | ----- | ----- | ----- | ----- | ----- | ----- | ----- | ----- | ----- | ----- | ----- | ----- |
| Počet obyvatel | 859  | 934  | 930  | 1 104 | 1 351 | 1 455 | 1 636 | 1 397 | 1 404 | 1 494 | 1 564 | 1 504 | 1 599 | 1 869 | 1 779 |
| Počet domů     | 117  | 122  | 112  | 128   | 139   | 153   | 230   | 266   | 260   | 284   | 297   | 338   | 392   | 429   | 468   |

## Obecní správa

### Obecní symboly
Znak a vlajka byly obci uděleny rozhodnutím předsedy Poslanecké sněmovny Parlamentu České republiky dne 22. listopadu 2001.

## Osobnosti
- Jindřich Uher (1911–1985), politik

## Pamětihodnosti
- Boží muka, pravděpodobně z roku 1562[9]